# Konstantin Jegorowitsch Makowski

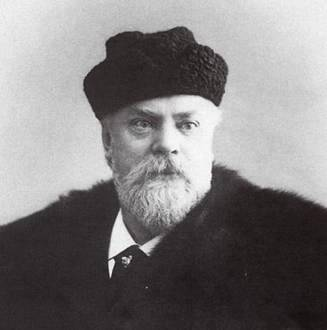
Konstantin Makowski, 1900er Jahre

Konstantin Jegorowitsch Makowski (russisch Константин Егорович Маковский, wiss. Transliteration Konstantin Egorovič Makovskij; * 20. Junijul. / 2. Juli 1839greg. in Moskau; † 17. Septemberjul. / 30. September 1915greg. in Petrograd) war ein russischer Maler und Mitglied der Gruppe der Wanderaussteller. Seine Geschwister Alexandra und Wladimir waren ebenfalls Maler.

## Biografie
Konstantin Makowski wurde als Sohn von Jegor Makowski geboren, einem der Gründer der Moskauer Hochschule für Malerei, Bildhauerei und Architektur, die Konstantin im Jahr 1857 absolvierte. Seine Ausbildung setzte er in der Sankt-Petersburger Kunstakademie fort, wo er bald sein Talent offenbaren konnte. Für sein erstes historisches Gemälde Agenten des Pseudodemetrius töten Fjodor Godunow bekam er 1862 die Kleine Goldmedaille. Formell hat er die Akademie nie abgeschlossen, da er sich 1863 an einer Studentenrevolte beteiligte. Allerdings erhielt er wenige Jahre später den Titel des Akademikers, Professors und des Mitglieds der Kunstakademie. 1870 wurde er zu einem der Gründer der Peredwischniki-Genossenschaft.
Makowski war ein Meister der Porträt- und Genremalerei, er malte eine große Anzahl an verschiedenen menschlichen Typen und Szenen aus dem Alltag des einfachen Volkes. Zu einem der berühmtesten Bilder, die seiner Werkstatt entstammten, zählt das Masleniza-Fest auf dem Admiralitätsplatz in St.-Petersburg (1869). Er verlieh diesem Bild eine monumentale Bandbreite und präsentierte darin das Bild von „ganz Petersburg“. Ende der 1870er Jahre vollzog sich im Werk Makowskis eine Abkehr von zeitgenössischen Themen. Sein favorisiertes Genre wurde die Geschichte, speziell das russische Leben des 16. und 17. Jahrhunderts.
Makowski starb im Jahr 1915 durch einen Verkehrsunfall, als seine Kutsche von einer Straßenbahn gerammt wurde.

## Werke (Auswahl)

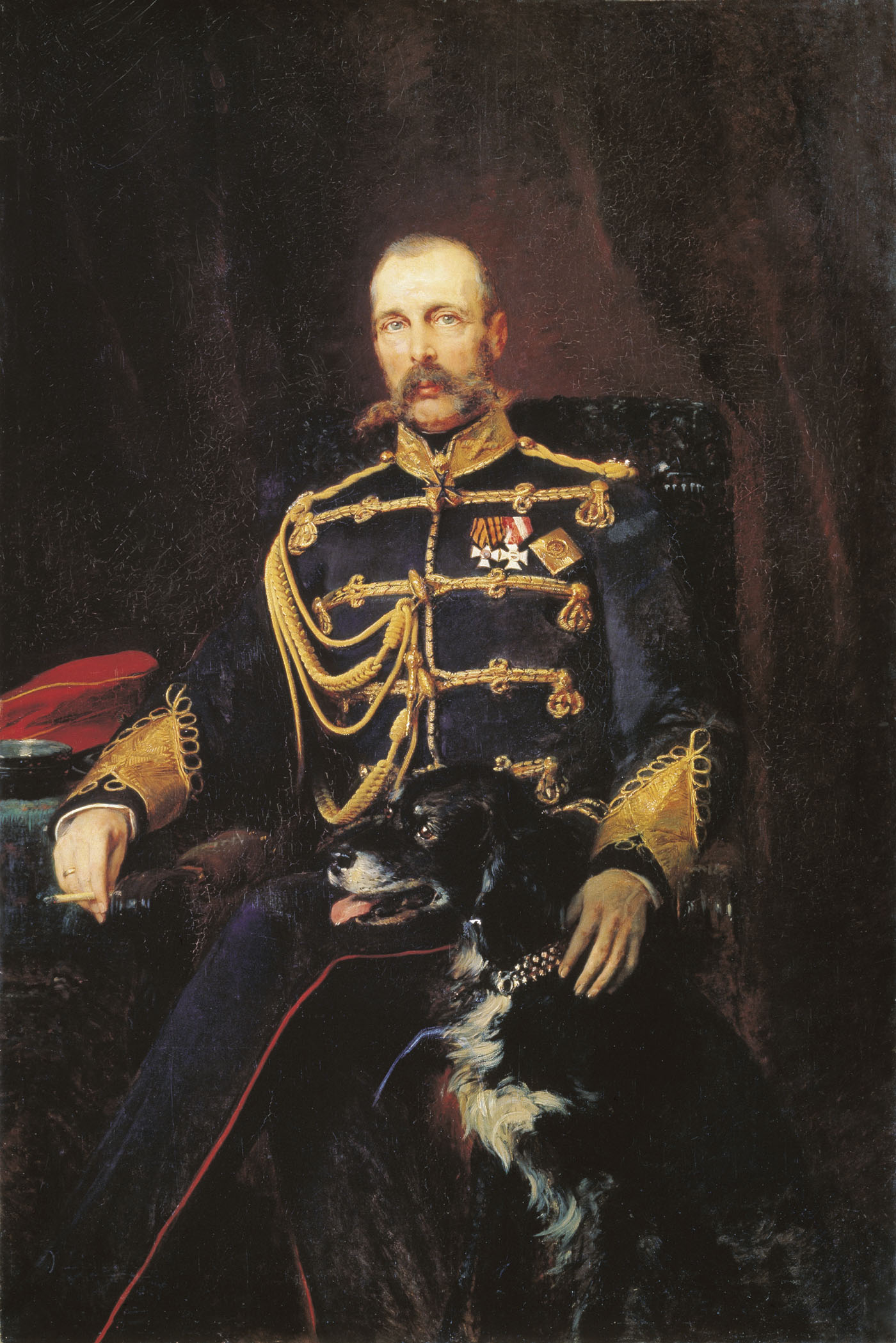
Zar Alexander II.
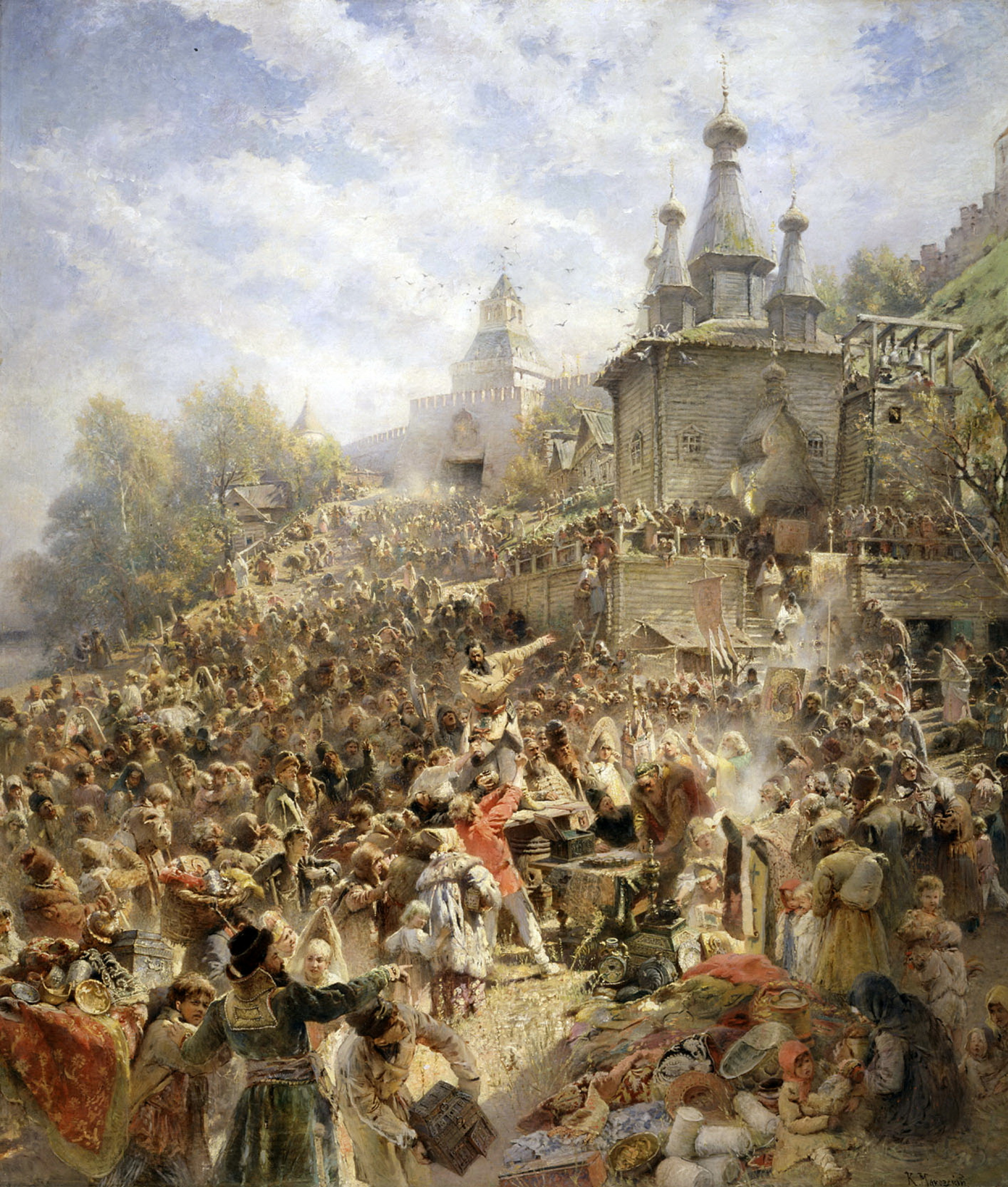
Aufruf Kusma Minins
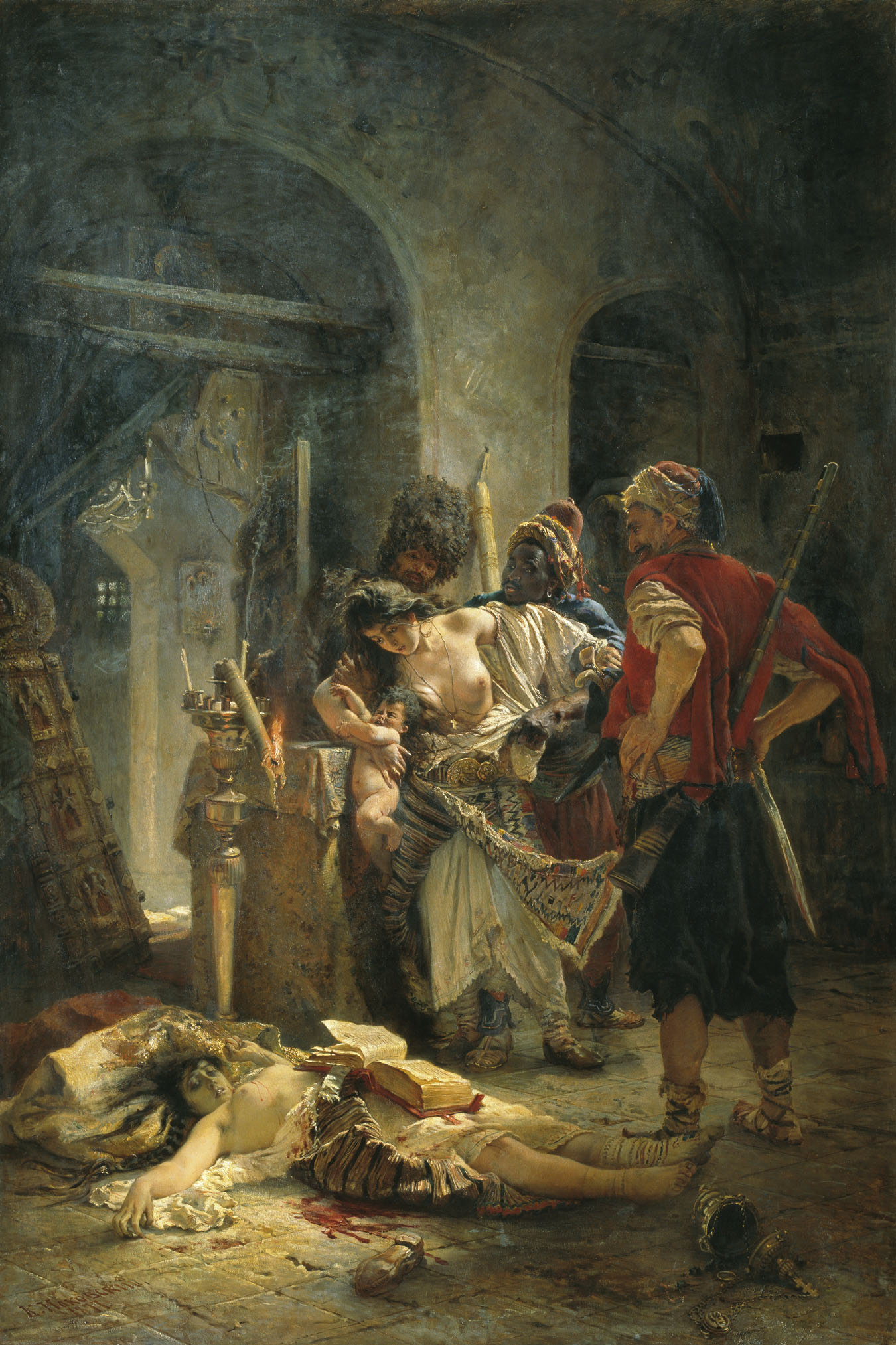
Bulgarische Märtyrerinnen
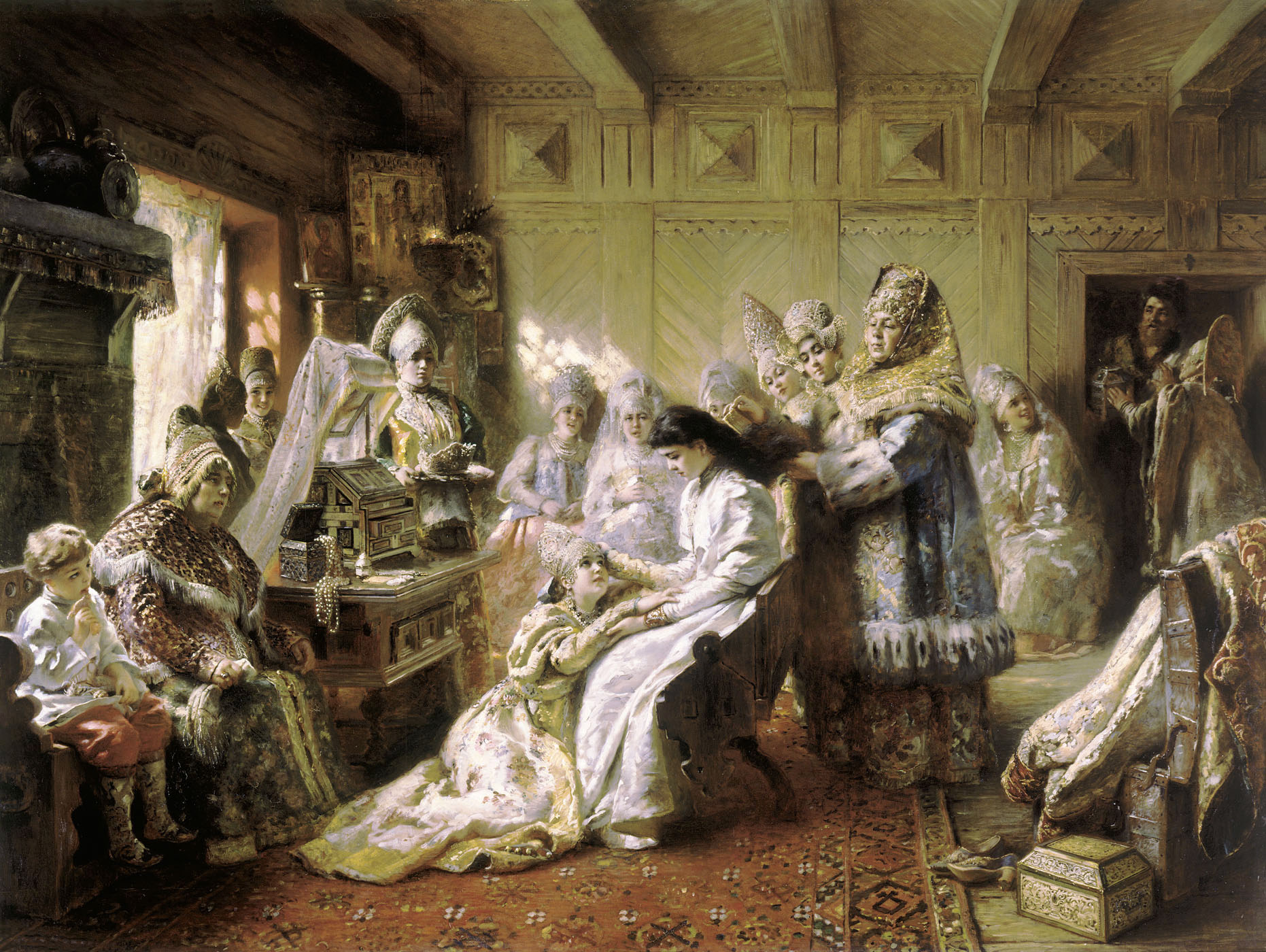
Russische Hochzeitsvorbereitung
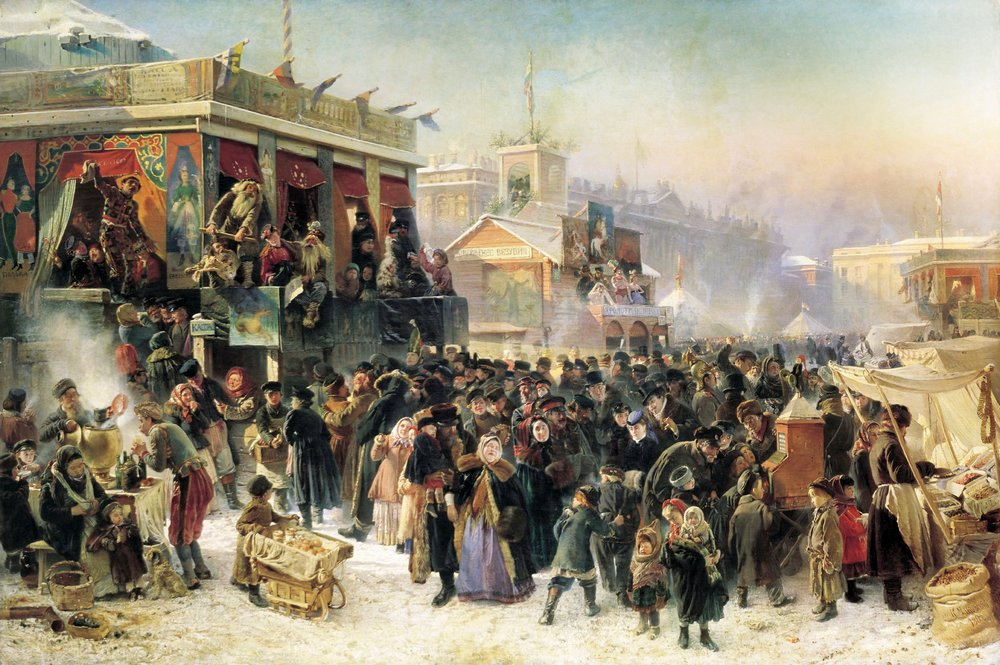
Masleniza-Fest auf dem Admiralitätsplatz in St.-Petersburg
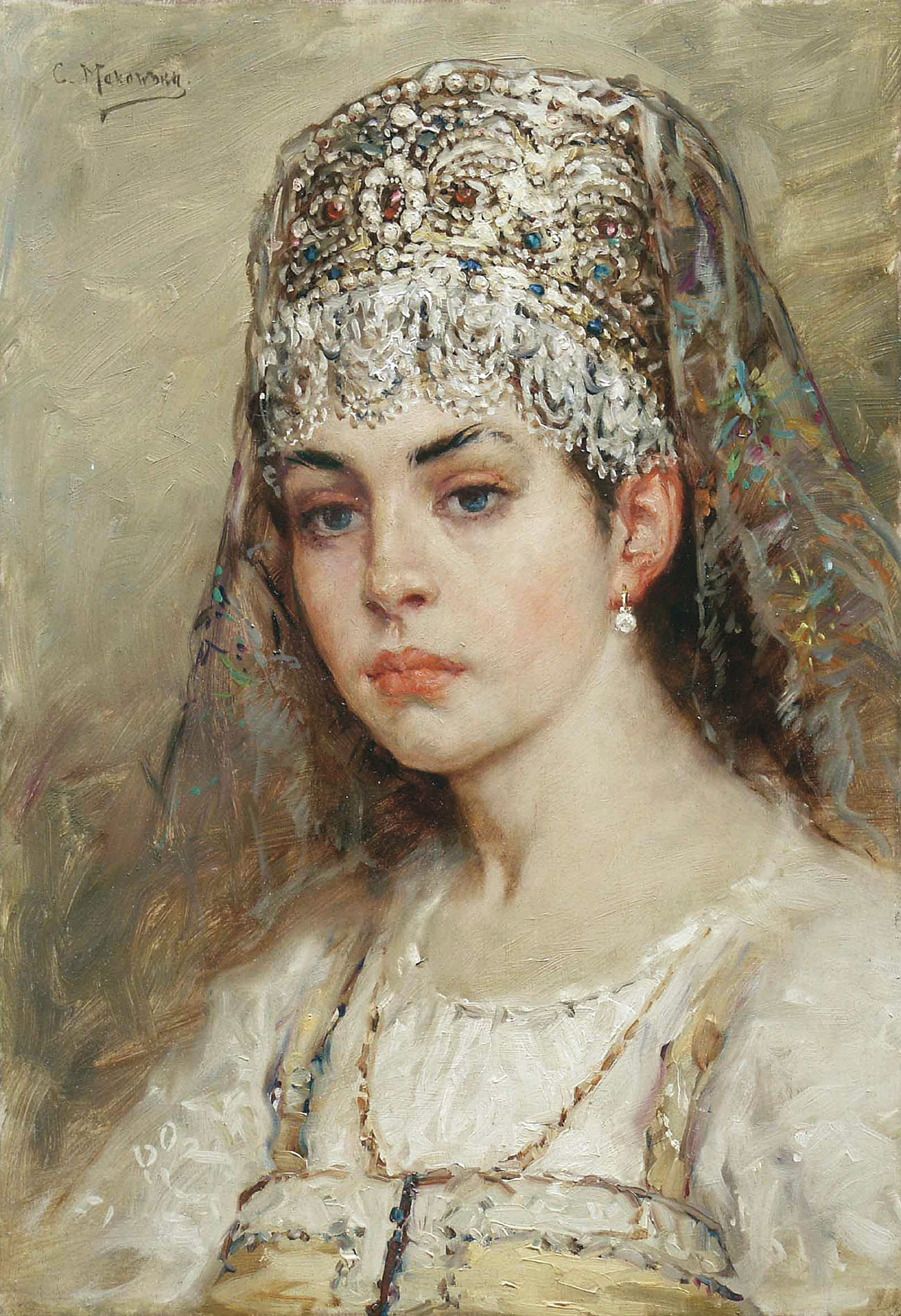
Die Bojaren-Tochter
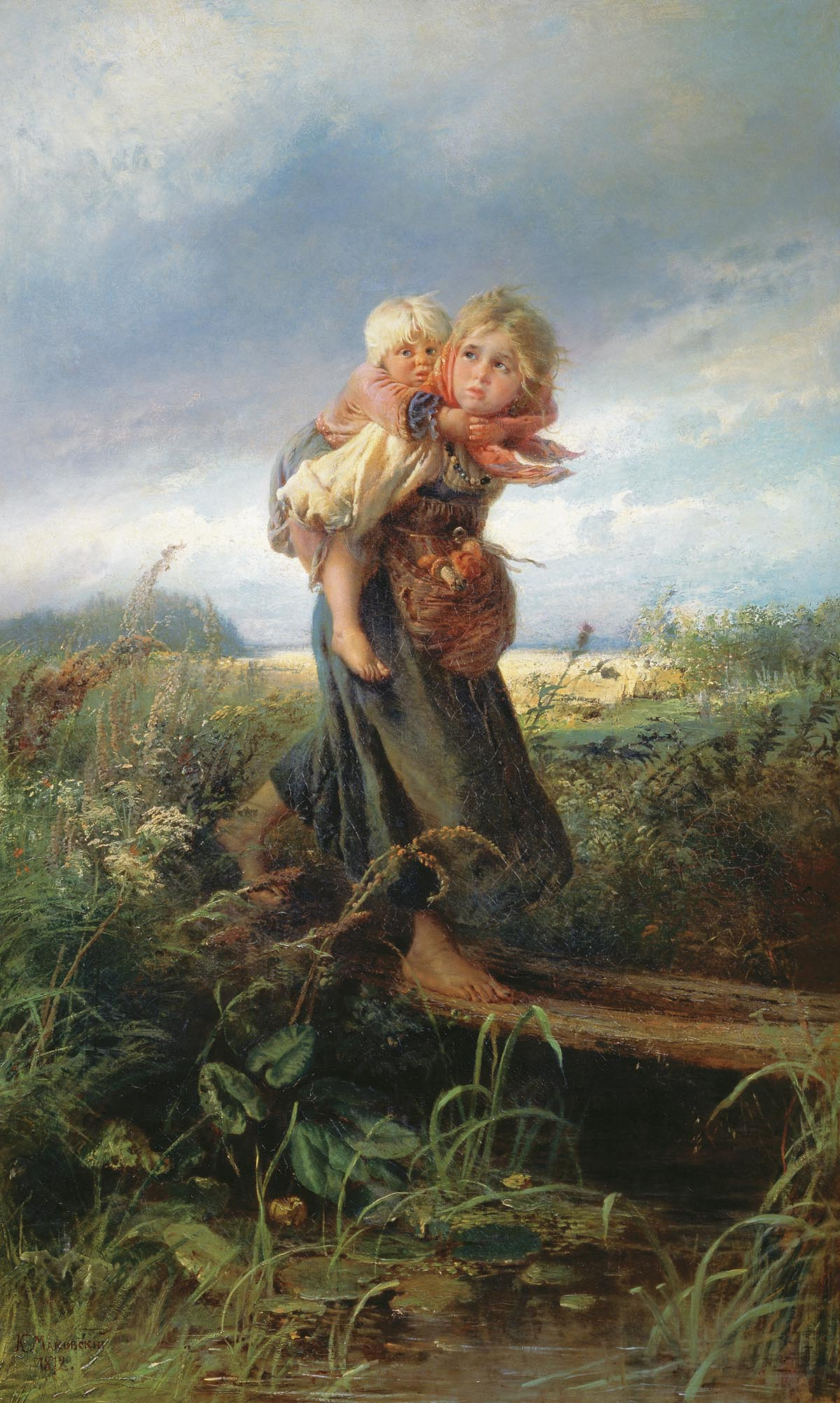
Kinder, die vor einem Gewitter fliehen
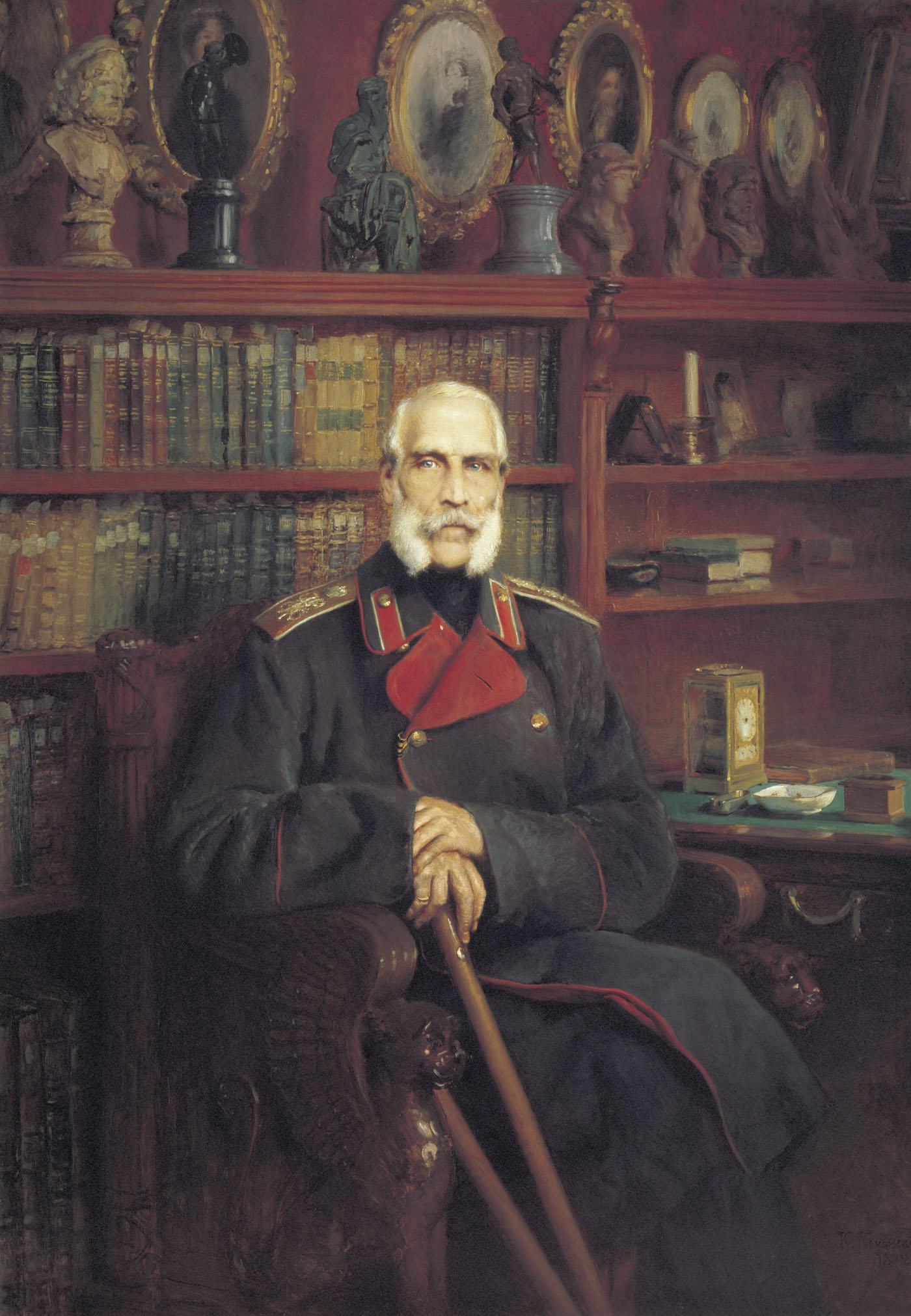
Graf Sergei Stroganow